# Anja Klöckner
Anja Klöckner (* 1968) ist eine deutsche Klassische Archäologin.
Anja Klöckner studierte Klassische Archäologie und Klassische Philologie an den Universitäten Bonn und München. In Bonn erfolgte 1994 die Promotion mit einer Arbeit zum Thema Poseidon und Neptun. Zur Rezeption griechischer Götterbilder in der römischen Kunst. 1995 wurde Klöckner zunächst Wissenschaftliche Mitarbeiterin, später Wissenschaftliche Assistentin an der Universität des Saarlandes. 2002/03 weilte sie als Stipendiatin der Deutschen Forschungsgemeinschaft an der Abteilung Athen des Deutschen Archäologischen Instituts. Die Habilitation erfolgte 2004 mit der Arbeit Bilder des Unsichtbaren. Griechische Weihreliefs als Medien religiöser Kommunikation. Anschließend wurde Klöckner Oberassistentin und Privatdozentin in Saarbrücken. Nachdem sie 2005/06 an der Universität Greifswald den Lehrstuhl für Klassische Archäologie vertrat und von Januar bis März 2007 Visiting Scholar am Getty Research Institute in Los Angeles war, lehrte Klöckner vom 1. April 2007 bis zum 31. März 2016 als Professorin für Klassische Archäologie an der Universität Gießen. Zum 1. April 2016 hat sie einen Ruf auf die W3-Professur für Klassische Archäologie an die Universität Frankfurt am Main angenommen. Im akademischen Jahr 2019/2020 war sie Senior Fellow am Alfried Krupp Wissenschaftskolleg Greifswald.
Klöckner beschäftigt sich vorrangig mit visuellen Medien der Antike, griechischer und römischer Sepulkralkultur, sakralen Räumen und deren Ästhetisierung sowie mit griechischen Weihreliefs.

## Schriften
Monographien
- Poseidon und Neptun. Zur Rezeption griechischer Götterbilder in der römischen Kunst (= Saarbrücker Studien zur Archäologie und Alten Geschichte. Bd. 12). Saarbrücker Druckerei und Verlag, Saarbrücken 1997, ISBN 3-930843-17-X (Dissertation, Universität Bonn, 1993/94).

Herausgeberschaften
- mit Matthias Recke: Gönner, Geber und Gelehrte. Die Gießener Antikensammlung und ihre Förderer. (= Arbeiten zur Klassischen Archäologie/Mitteilungen aus der Antikensammlung Gießen. Band 2). Zimmermann, Nürtingen 2007, ISBN 978-3-922625-31-5.
- mit Marietta Horster: Civic Priests. Cult Personnel in Athens from the Hellenistic Period to Late Antiquity. (= Religionsgeschichtliche Versuche und Vorarbeiten. Band 58). De Gruyter, Berlin 2012, ISBN 978-3-11-025807-3.
- mit Marietta Horster: Cities and Priests. Cult Personnel in Asia Minor and the Aegean Islands from the Hellenistic to the Imperial Period. (= Religionsgeschichtliche Versuche und Vorarbeiten. Band 64). De Gruyter, Berlin 2013, ISBN 978-3-11-031837-1.
- mit Andrea Binsfeld, Gabrielle Kremer, Marcus Reuter, Markus Scholz: Stadt – Land – Fluss. Grabdenkmäler der Treverer in lokaler und überregionaler Perspektive. Akten der Internationalen Konferenz 25.–27. Oktober 2018 in Neumagen und Trier. (= Beihefte der Trierer Zeitschrift, Band 37), Reichert, Wiesbaden 2021, ISBN 978-3-7520-0013-9.